# ペールノフ (水雷艇)
ペールノフ（ロシア語: Пе́рновъ ピェールナフ）は、ロシア帝国の水雷艇（Миноносец）ある。艇名は、エストニアのパルヌの当時の名称である。フィンランドがロシア帝国から独立を果たすことになったロシア革命からフィンランド内戦にかけての動乱期にフィンランド独立派によって捕獲され、その海軍へ編入された。

## 概要
ペールノフは、ロシア帝国海軍向けに建造されたペールノフ級水雷艇の1番艇であった。1891年1月にル・アーヴルに所在するフランスの造船会社「ル・ノルマン」社で起工、同年12月7日付けでバルト艦隊に配属、クロンシュタットに母港を定めた。1892年8月11日に進水、同年10月に竣工して部隊配備された。
1895年4月8日には、第103号水雷艇（Миноно́сецъ № 103 ミナノースィェツ・ノーミェル・ストー・トリー）に改称された。同年6月20日からは訓練と同型艇の建造のための手本として用いられた。ペールノフ級は、1890年代に25 隻が建造された。1909年10月16日には、通報船に類別を改められた。1910年には、イジョール工場で艇体と甲板、ボイラー関連設備のオーバーホールを受けた。
第一次世界大戦では第4掃海隊に所属し、掃海艇・通報船として戦域掃海任務や通報・哨戒・護衛任務に従事した。1917年には二月革命に参加し、臨時政府の管轄に移った。十月革命ののちは、ボリシェヴィキの赤色バルト艦隊に所属した。ソヴィエト・ロシア艦艇としてフィンランド内戦に参加したが、ドイツ帝国と連合したフィンランド独立派の反撃によりソヴィエト派は劣勢となった。
1918年3月2日には、ソヴィエト・ロシアの赤軍が撤退することになるブレスト＝リトフスク条約の交渉状況に関連し、フィンランド湾にあったソヴィエト・ロシア艦艇は3月15日にソヴィエト・フィンランドへ譲渡された。4月12日には、敵軍の手に落ちることを免れるためフィンランド湾より撤収しようとしたが、結氷のため艇を動かせず、やむなくヘルシンキに放置して赤軍は撤退した。4月21日にはフィンランド白衛軍が同地を掌握し、第103号通報船は同軍に接収された。
1920年にフィンランドとソヴィエト・ロシアとの間に締結されたタルトゥ条約に基づき、1922年には第103号通報船はフィンランド海軍を除籍され、ソヴィエト・ロシア政府に引き渡されることとなった。しかし、第103号が完全に旧式化しており、引き取る必要がないと判断したソ連政府は現地でフィンランドに艇を売却し、フィンランドはこれを解体した。